# 20th Century Boy
"20th Century Boy" es una canción por la banda británica T. Rex, escrita por Marc Bolan y publicada como un sencillo independiente. La canción se posicionó en el puesto #3 el 10 de marzo de 1973 durante 9 semanas en las listas de sencillos británicas.
La canción regresó al UK TOP 20 en 1991, alcanzando el puesto #13, después de aparecer en un comercial para Levi's, en la que presenta a Brad Pitt.

## Grabación
"20th Century Boy" fue grabada el 3 de diciembre de 1972 en los estudios Toshiba EMI en Tokio, Japón durante una sesión que comenzó desde las 3:00 p. m. hasta las 1:30 a. m.
Las letras de la canción son de acuerdo a Marc Bolan, basadas en citas tomadas de celebridades reconocidas como Muhammad Ali. Esto puede ser visto en la inclusión del verso "sting like a bee", el cual es tomado de un discurso de Ali en 1969.

## Lista de canciones
Todas las canciones escritas por Marc Bolan.
1. "20th Century Boy" – 3:38
2. "Free Angel" – 2:12

## Posicionamiento
| Gráficas (1973)                | Pico de posición |
| ------------------------------ | ---------------- |
| Australia (Kent Music Report)  | 57               |
| Irlanda (IRMA)                 | 1                |
| Noruega (VG-lista)             | 9                |
| España (AFE)                   | 28               |
| Reino Unido (UK Singles Chart) | 3                |

| Gráficas (1991–1992)                | Pico de posición |
| ----------------------------------- | ---------------- |
| Dinamarca (IFPI)                    | 5                |
| Finlandia (Suomen virallinen lista) | 13               |
| Irlanda (IRMA)                      | 8                |
| Nueva Zelanda (Recorded Music NZ)   | 9                |
| Suecia (Sverigetopplistan)          | 39               |
| Suiza (Schweizer Hitparade)         | 27               |
| Reino Unido (UK Singles Chart)      | 13               |

## Otras versiones

### Versión de Def Leppard
La banda de hard rock, Def Leppard grabó la canción para su álbum de 2006, Yeah!, el cual presenta versiones de éxitos rock de los 70s. Fue publicada como el tercer y último sencillo del álbum, el 21 de agosto de 2006.

### Otras versiones
- La banda canadiense de rock, Chalk Circle versionó "20th Century Boy" en 1987.[21]
- En 1999, David Bowie y Placebo interpretaron la canción en los Brit Awards en Londres.[22]
- La banda estadounidense de alternative rock, the Replacements grabó la canción durante las sesiones de Let It Be en 1983. La canción fue incluida como un bonus track en la edición delujo de Let It Be.[23]
- La banda de rock Scott Weiland and the Wildabouts grabaron la canción para su álbum de 2015, Blaster. Weiland describió la canción como "la más extraordinaria toma de un clásico de glam rock".[24]

la banda Bang Tango interpretó está canción en un concierto en vivo

## Uso en la cultura popular
- "20th Century Boy" fue referenciada en la popular franquicia multimedia JoJo's Bizarre Adventure. Es el nombre de un Stand llamado "20th Century Boy" (Japonés: 20th Century BOY Hepburn: Towentīsu Senchurī Bōi), el cual fue introducido en la Parte 7: Steel Ball Run.[25]

- Así mismo, 20th Century Boy es una de las canciones que inspira al mangaka Naoki Urasawa a escribir el manga 20th Century Boys, el cual comienza con uno de los personajes principales reproduciendo dicha canción a través de la megafonía de su instituto.